# Keith Newton
Keith Robert Newton (Manchester, 1941. június 23. – Blackburn, 1998. június 16.) angol válogatott labdarúgó.
Az angol válogatott tagjaként részt vett az 1968-as Európa-bajnokságon és az 1970-es világbajnokságon.

## Pályafutása

### A válogatottban
1966 és 1970 között 27 alkalommal szerepelt az angol válogatottban. Tagja volt az 1968-as Európa-bajnokságon bronzérmet szerző csapatnak.

## Sikerei, díjai
Everton
- Angol bajnok (1): 1969–70
- Angol szuperkupa (1): 1970

Burnley
- Angol szuperkupa (1): 1973

Anglia
- Európa-bajnoki bronzérmes (1): 1968